# Lager St. Pauli

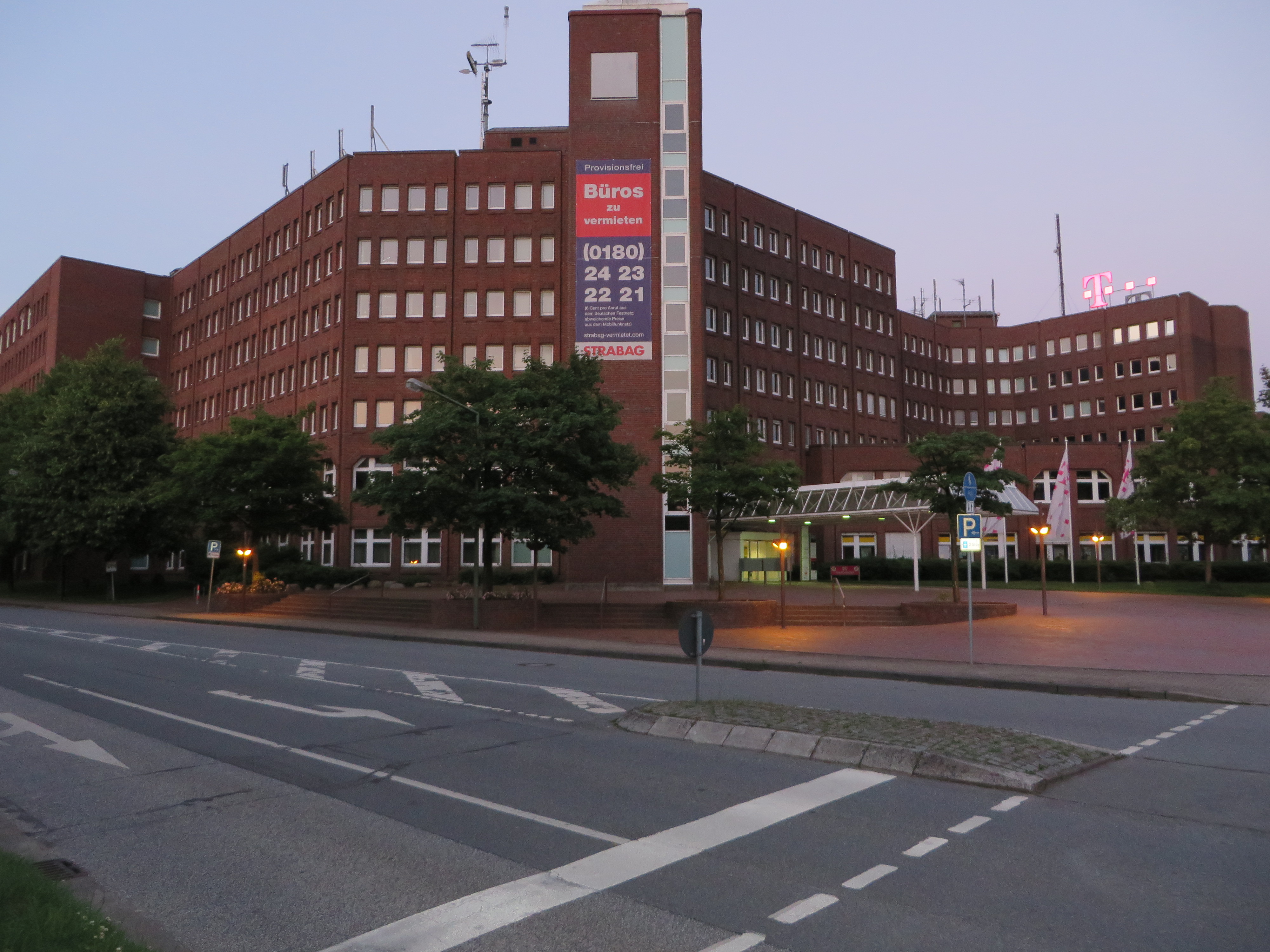
Auf dem Gelände hinter dem Telekom-Gebäude befand sich das Lager St. Pauli.

Das Lager St. Pauli in Flensburg-Südstadt war ein in den 1930er Jahren errichtetes Zwangslager, in dem Sinti und offenbar auch Zwangsarbeiter interniert wurden. Nach dem Zweiten Weltkrieg diente es als Flüchtlingslager.

## Erste Planungen
Es ist unbekannt, seit wann Sinti in Flensburg lebten. Flensburger Adressbücher lassen vermuten, dass Angehörige der Sinti-Familie Weiß schon zum Ende des 19. Jahrhunderts in Flensburg lebten. Erst für die 1920er Jahre ist belegt, dass die Sinti-Familie Weiß in Flensburg lebte. Damals lebte sie in einem städtischen Gebäudekomplex in der Norderstraße, welcher sehr baufällig war. Die Hofgebäude stammten zum Teil noch aus dem 17. Jahrhundert. Eine zweite Sinti-Familie, die dort wohnte, war die Familie Laubinger. Fotografien aus den 1920er und 1930er Jahren dokumentieren, wie ärmlich die Lebens- und Wohnsituation der Sinti-Familien in diesem Quartier war. Im Frühjahr beschloss der Flensburger Magistrat eine Baracke für 60 „Zigeuner“ beim Haupteingang des Friedhofes Friedenshügel aufzubauen. Es folgte eine öffentliche Diskussion, in deren Verlauf sich verschiedene Bürger und Vereine gegen diese Pläne aussprachen. Ihre geäußerten Argumente zeigten einen diskriminierenden Charakter. Die Baukommission nahm bald darauf den Beschluss zurück. Für das heutige Gelände der Waldorfschule Flensburg, an der Valentinerallee, ist des Weiteren überliefert, dass dort seit den 1920er Jahren „Zigeunersippen“ über Wochen gelagert haben sollen. 1934 lebte dort als Sinto der Händler Emil Weiß in einem Wohnwagen. Zeitgleich wohnten dort in einem Wohnwagen und mehreren Wohnlauben weitere Flensburger Bürger, die offenbar keinen Sintihintergrund aufwiesen.

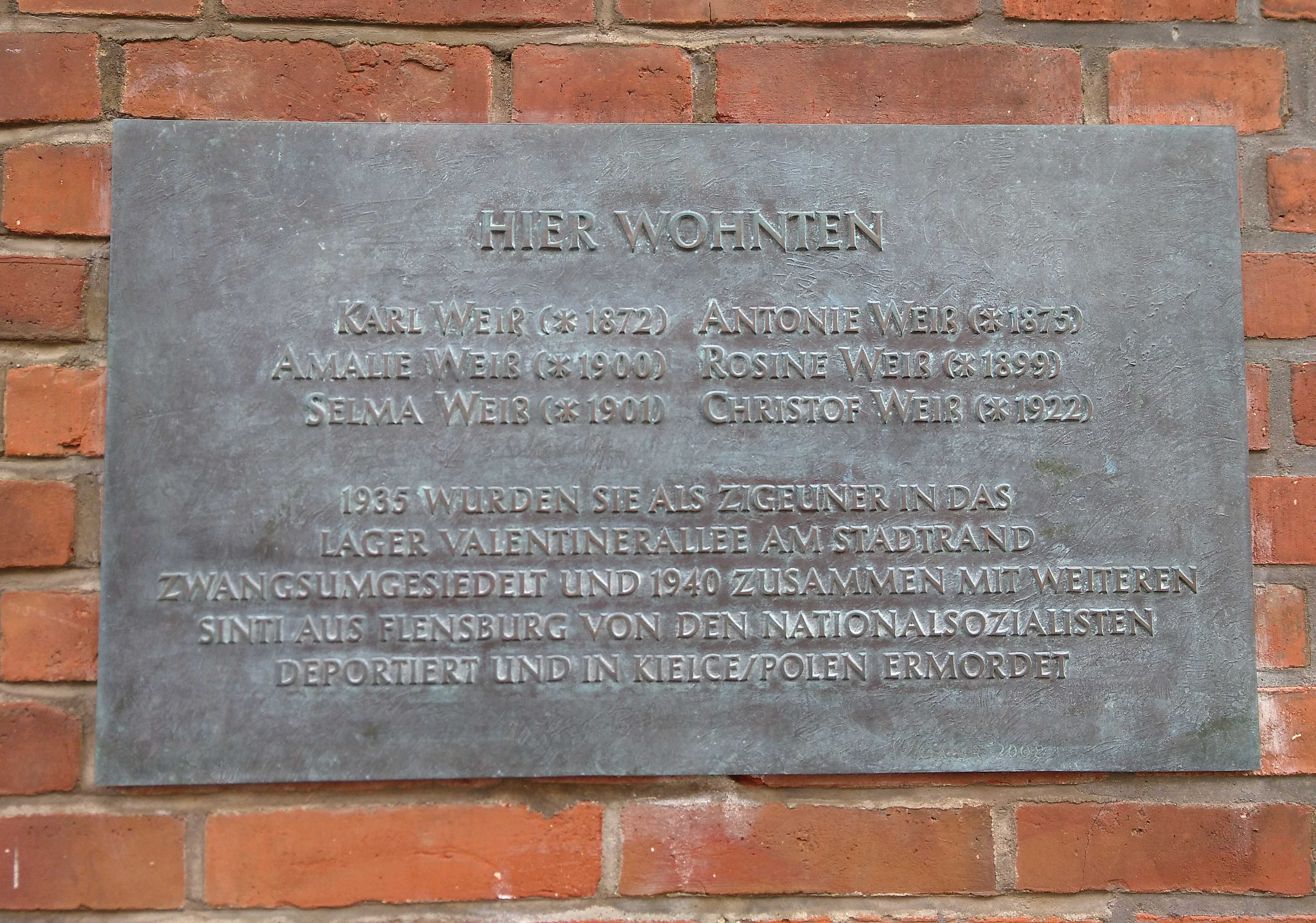
Erinnerungstafel an die ermordete Familie Weiß

## Einrichtung des Lagers
Die lokalen NS-Funktionäre ließen schließlich 1935 im unweit der Valentinerallee gelegenen Steinfelder Weg 41–43 ein primitives Barackenlager bauen. Flensburgs Sinti-Familien wurden im Herbst 1935 in das Sammellager für „Zigeuner“ zwangsumgesiedelt. Die Häuser der Norderstraße 104 wurden abgerissen und durch Neubauten ersetzt. Die Familien durften jedoch nicht dorthin zurückkehren. Im „Zigeunerlager“ lebten offenbar ungefähr 50 Menschen. Jede Familie besaß dort lediglich einen Wohnraum, ohne Wasseranschluss und ohne Stromanschluss von dreizehn Quadratmetern. Eimer mussten ihre Toilette ersetzen. Am 16. Mai 1940 wurden Flensburgs Sinti nach Hamburg in ein Sammellager deportiert. Am 20. Mai 1940 wurden sie weiter nach Polen in das Arbeitslager Bełżec und in ein Lager bei Kielce in Polen verschleppt. In Polen fanden die meisten von ihnen in Arbeits- und Vernichtungslagern den Tod.
In der Zeit des Zweiten Weltkrieges wurden im (vermutlich erweiterten) Lager St. Pauli offenbar kriegsgefangene Zwangsarbeiter untergebracht.

## Nachkriegszeit
Nach dem Zweiten Weltkrieg wurde das Lager St. Pauli mit Flüchtlingen belegt. In dieser Zeit bestand das Lager aus 10 Holzbaracken. Es lebten dort offenbar ungefähr 271 Menschen. Im April 1954 lebten noch 242 Menschen im Lager. In den 1950er Jahren bemühte sich die Stadt, die Wohnumstände der Flüchtlinge zu verbessern, um die Flüchtlingslager der Stadt schließlich schrittweise auflösen zu können. Die letzte Flüchtlingsbaracke Flensburgs in der Westeralle konnte aber erst im Jahre 1966 geräumt werden. Das Lager St. Pauli wurde offenbar, nachdem es nicht mehr als Flüchtlingsunterkunft diente, abgerissen. Das Gebiet wurde offensichtlich schrittweise bebaut. Zum Ende des 20. Jahrhunderts wurde unweit des ehemaligen Standortes des Lagers das heutige Telekomgebäude errichtet.
Vor Ort erinnert nichts mehr an das Lager. Am Gebäude Norderstraße 104 wurde Anfang August 2008 eine Tafel angebracht, die an die Familie Weiß und an die Verbrechen an ihnen erinnert.